# Mick van Dijke
Mick van Dijke (Goes, 15 de março de 2000) é um ciclista neerlandês que desde setembro de 2021 é corredor profissional da equipa Jumbo-Visma.

## Palmarés
- 2021
  - 1 etapa da Kreiz Breizh Elites
  - Flanders Tomorrow Tour, mais 2 etapas